# Azzana
Azzana je naselje in občina v francoskem departmaju Corse-du-Sud regije - otoka Korzika. Leta 2008 je naselje imelo 54 prebivalcev.

## Geografija
Kraj leži v zahodnem delu otoka Korzike 49 km severno od središča Ajaccia.

## Uprava
Občina Azzana skupaj s sosednjimi občinami Ambiegna, Arro, Calcatoggio, Cannelle, Casaglione, Lopigna, Pastricciola, Rezza, Rosazia, Salice, Sari-d'Orcino in Sant'Andréa-d'Orcino  sestavlja kanton Cruzini-Cinarca s sedežem v Sari-d'Orcinu. Kanton je sestavni del okrožja Ajaccio.
1. ↑  »Populations légales 2016«. Nacionalni inštitut za statistične in gospodarske raziskave. Pridobljeno 25. aprila 2019.